# Peter Kremer
Pour les articles homonymes, voir Kremer.
Peter Kremer est un acteur allemand, né le 18 février 1958 à Brilon (Rhénanie-du-Nord-Westphalie). Il tourne entre 1998 et 2004 dans la série Siska dont il tenait le premier rôle, celui du commissaire principal Peter Siska.

## Carrière
Peter Kremer suit sa formation à la Folkwangschule d'Essen .

### Théâtre
Il joue de nombreux rôles importants sur les scènes théâtrales allemandes les plus connues dont Francfort, Zurich, Berlin et Munich .
Il obtient des engagements théâtraux au Schauspielhaus de Francfort, au Schauspielhaus de Zurich, au Schaubühne am Lehniner Platz de Berlin, au Volksbühne de Berlin, au Residenztheater de Munich et au Schauspielhaus de Düsseldorf. Peter Kremer joue entre autres dans Le Singe Velu (The Hairy Ape) d'Eugene O'Neill, Philoctète de Heiner Müller, Le Tasse (Torquato Tasso) de Johann Wolfgang von Goethe, Le Grand Inquisiteur de Fiodor Dostïevski et Hamlet de William Shakespeare. Il a également joué dans Mein Kampf de George Tabori à l'Ernst Deutsches Theater de Hambourg . En 2018, en tournée théâtrale, il tient le rôle principal dans Nathan le Sage de Lessing ,. En 2019, il entamera une autre tournée théâtrale dans la comédie romantique Nathalie küsst d’après le roman La délicatesse de l’auteur français David Foenkinos 
Il participe également à des pièces radiophoniques .

### Séries télévisées
Dans les années 1980, Peter Kremer est également actif au cinéma et la télévision et plus particulièrement dans les séries policières telles que Tatort, Derrick ou Le Renard.
En 1998, le producteur Helmut Ringelmann l’engage comme acteur principal pour la série policière Siska. Dans l'épisode Abgrund, diffusé le 8 octobre 2004, le commissaire Peter Siska est tué par balle. Peter Kremer quitte donc la série après plus de 50 épisodes. C'est Wolfgang Maria Bauer, comédien de 40 ans à l’époque, qui lui succédera dans le rôle de l'inspecteur Siska ,.

## Filmographie (sélection)
- 1981 : Der Irrgarten de Thees Klahn : Marco Ruschiz
- 1982 : Schlagschatten d’Iwan P. Schuhmacher : Henk Koster
- 1986 : Sansibar oder der letzte Grund de Bernhard Wicki Gregor

- 1992 : Le Renard : Libération (Die Entlassung) - Roman Förster
- 1992 : Le Renard : La lettre rose (Der dritte Versuch) - Urs Brandner
- 1993 : Le Renard : Corruption (Korruption) - Hendrik Baldena
- 1993 : Le Renard : Les quatre orphelins (Alles umsonst… ) - Fred Finner

- 1994 : Derrick : Un mort a gagné (Darf ich Ihnen meinen Mörder vorstellen ?) - Ulrich Kemp

- 1995 : Derrick : L’indifférence (Katze ohne Ohren) - Manfred Mauser
- 1996 : Ausgerastet de Hanno Brühl - Le père d’Anne
- 1997 : Le Renard: La loge interdite (Mörderisches Spiel) - Carl Jason

- 1998-2004 : Siska (56 épisodes) - Peter Siska
- 2005 : Wolff, police criminelle: Herzblut - Peter Liebig
- 2006 : Pfarrer Braun: Der unsichtbare Beweis d’Ulrich Stark - Franz Hagenow
- 2007 : Die Frau vom Checkpoint Charlie de Miguel Alexandre - Peter Koch
- 2007 : Soko brigade des stups: Am Abgrund
- 2007 : Soko brigade des stups: Blutsbrüder
- 2008 : Le Cinquième Commandement (Ihr Auftrag, Pater Castell) (saison 1, épisode 3, Le Dixième Moine) - Frère Johannes
- 2008 : Un cas pour deux: Rêve meurtrier (Geplatzte Traüme) - Rolf Rohde
- 2009 : Geld.Macht.Liebe (9 épisodes) - Alexander Blessmann
- 2009 : Alerte cobra: Die schwarze Madonna - Sebastian Ludwig
- 2010 : Tatort: Königskinder - Adrian Plöger
- 2010 : Tatort: Bluthochzeit - Hanno Brünner
- 2011 : Tatort: Das erste Opfer - Heiner Horsch
- 2012 : Tatort: Todesbilder - Horst Baumann
- 2012 : Rommel, le guerrier d'Hitler de Niki Stein (téléfilm)-: Wilhelm Burgdorf
- 2012 : Soko brigade des stups: Kalte Spuren - Sander
- 2012 : Le Renard : Un amour impossible (Köningskinder) - Jürgen Limmer

- 2013 : Generation War de Philipp Kadelbach (mini-série) - le père de Winter
- 2014 : Le Renard : Que ne ferait-on pas par amour ? (Im Alleingang) - Stefan Nerlinger

- 2015 : Tatort : Roomservice - Rene Haussmann
- 2017 : Charité
- 2018-2020 : Meurtres en eaux troubles (Die Toten vom Bodensee), (6 épisodes) - Karsten Brandstätter
- 2019 : Soko brigade des stups : Machtverhältnisse - Le Pr Carl Sydlow
- 2019 : Tatort : Zorn - Klaus Radowski
- 2021 : Thomas le dissident (Lieber Thomas) d'Andreas Kleinert (de)